# 极地早熟禾
极地早熟禾（学名：Poa arctica）为禾本科早熟禾属下的一个种。